# Ernest Brudenell-Bruce, III marchese di Ailesbury
Ernest Augustus Charles Brudenell-Bruce, III marchese di Ailesbury (Londra, 8 gennaio 1811 – Savernake, 18 ottobre 1886), è stato un politico inglese.

## Biografia
Era il secondo figlio maschio di Charles Brudenell-Bruce, I marchese di Ailesbury e della sua prima moglie, Henrietta Mary Hill. Studiò all'Eton College e al Trinity College di Cambridge.

## Carriera politica
È stato deputato per Marlborough nel 1832. Fu Lord of the Bedchamber di Guglielmo IV (1834-1835). Nel 1841 divenne membro del Consiglio privato e ricoprì la carica di vice Ciambellano sotto Sir Robert Peel (1841-1846). Nel 1878 successe al fratello ed entrò nella Camera dei lord. Fu nominato Lord luogotenente del Berkshire (1884-1886).

## Matrimonio
Sposò, il 25 novembre 1834, Louisa Elizabeth Horsley-Beresford (1814-14 ottobre 1891), figlia di John Horsley-Beresford, II barone Decies e Charlotte Horsley. Ebbero sette figli:
- Lady Louisa Caroline Brudenell-Bruce (1835-1894), sposò Sir Henry Meux, II Baronetto, non ebbero figli;
- Lady Mary Ernestine Brudenell-Bruce (1836-27 dicembre 1936), sposò William Hare, III conte di Listowel, ebbero quattro figli;
- Lord George John Brudenell-Bruce (15 maggio 1839-28 maggio 1868), sposò Lady Evelyn Mary Craven, ebbero due figli;
- James Ernest Brudenell-Bruce (30 giugno 1840-21 giugno 1876);
- Henry Brudenell-Bruce, V marchese di Ailesbury (11 aprile 1842-10 marzo 1911).
- Lord Robert Thomas Brudenell-Bruce (25 gennaio 1845-15 febbraio 1912), sposò Emma Leigh, ebbero sette figli;
- Lord Charles Frederick Brudenell-Bruce (4 marzo 1849-31 maggio 1936), sposò Margaret Renshaw, non ebbero figli.

## Morte
Morì il 18 ottobre 1886, all'età di 75 anni a Savernake, nel Wiltshire. Fu sepolto a Great Bedwyn, nel Wiltshire.